# Achrjansko
Achrjansko (Bulgaars: Ахрянско; Ahryansko; Turks: Ercek) is een dorp in de Bulgaarse gemeente Ardino in oblast Kardzjali. Het dorp Achrjansko ligt in het oostelijke deel van de westelijke Rodopen, ongeveer 23 km ten zuidwesten van de stad Kardzjali en 3 km ten noordwesten van de stad Ardino.

## Bevolking
In de eerste helft van de twintigste eeuw groeide de bevolking van het dorp Achrjansko: van 348 inwoners in 1934 tot uiteindelijk een maximum van 455 inwoners in 1965. Daarna begon het inwonersaantal drastisch te krimpen. In 2011 werd het minimum van 43 inwoners geregistreerd. Sinds de laatste officiële volkstelling van 2011 is het inwonersaantal weer gestegen: in 2019 woonden er naar schatting 63 inwoners in het dorp. Er wonen nagenoeg uitsluitend etnische Turken in het dorp.
|  |

| Etnische samenstelling van de respondenten (2011) | Etnische samenstelling van de respondenten (2011) | Etnische samenstelling van de respondenten (2011) | Etnische samenstelling van de respondenten (2011) | Etnische samenstelling van de respondenten (2011) |
| ------------------------------------------------- | ------------------------------------------------- | ------------------------------------------------- | ------------------------------------------------- | ------------------------------------------------- |
|                                                   |                                                   |                                                   |                                                   |                                                   |
| Bulgaren                                          | Bulgaren                                          |                                                   | 0,0%                                              | 0,0%                                              |
| Turken                                            | Turken                                            |                                                   | 95,1%                                             | 95,1%                                             |
| Roma                                              | Roma                                              |                                                   | 0,0%                                              | 0,0%                                              |
| Anders/Onbekend                                   | Anders/Onbekend                                   |                                                   | 4,9%                                              | 4,9%                                              |